# 戸田忠明
戸田 忠明（とだ ただあき、天保10年3月28日（1839年5月11日） -  安政3年6月2日（1856年7月3日））は、江戸時代末期の大名。下野宇都宮藩主。宇都宮藩戸田家11代。

## 略歴

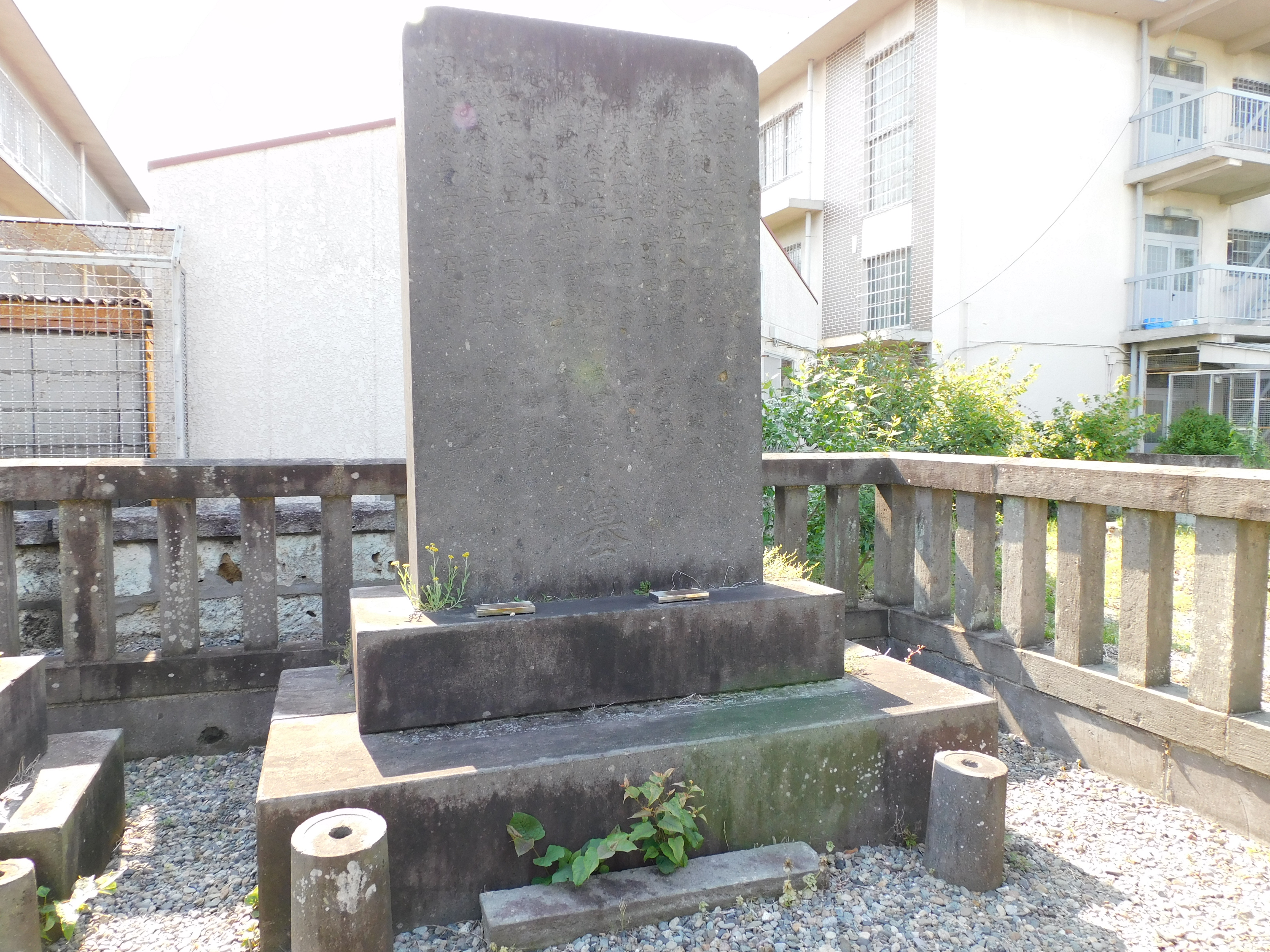
合葬墓碑（戸田忠明の墓）

先代藩主（田原戸田家13代当主、戸田氏24代）・戸田忠温の三男に生まれる。正室は酒井忠学の娘。官位は従五位下、因幡守。
幼少の頃に家督を継いだが、精力的で優れた人物だったため、家老の戸田忠至と協力して藩政改革を行なった。改革では、鉄砲訓練を主にした軍制改革を奨励している。嘉永6年（1853年）、アメリカのペリーが来航してきたとき、幕府に対して武器弾薬を送り、あくまで鎖国体制の維持を主張した。
安政3年（1856年）、18歳で病死した。墓は田原戸田家の菩提寺である宇都宮の英巌寺。戒名は霊珠院殿大円全光大居士。跡を弟の忠恕が継いだ。

## 系譜
父母
- 戸田忠温（父）

正室
- 鋼 - 酒井忠学の娘

養子
- 戸田忠恕 - 忠温の六男